# پرنسس دیزنی: سفر طلسم‌شده
پرنسس دیزنی: سفر طلسم‌شده (به انگلیسی: Disney Princess: Enchanted Journey) یک بازی ویدیویی از سری پرنسس دیزنی است، که در سال ۲۰۰۷ برای پلی‌استیشن ۲، وی و مایکروسافت ویندوز منتشر شد. این بازی در ۱۵ فوریه ۲۰۱۲ در اروپا در شبکه پلی‌استیشن منتشر شد.

## گیم پلی
بازیکنان می‌توانند با شخصیت‌های مختلف تعامل داشته باشند و با چوب جادویی که در ابتدای بازی به آنها داده می‌شود، مشکلات را حل کنند. بازیکنان می‌توانند جواهرات را جمع‌آوری کنند و باگزها را به پروانه‌های غیر تهدید کننده تبدیل کنند. همان‌طور که بازیکنان هر جهان را کامل می‌کنند، یک جواهر در گردنبند آواتار آنها می‌درخشد و قلعه آنها کمتر خراب و مستحکم تر می‌شود.

## داستان
این بازی یک دختر جوان (ایزابل فورمن) مبتلا به فراموشی را دنبال می‌کند که به قلعه‌ای مخروبه به نام «جنتل هیون» آورده می‌شود و در تلاش است تا به خانه‌های پرنسس‌های مختلف دیزنی سفر کند و به حل مشکلات ناشی از موجودات شیطانی به نام باگز کمک کند. بازیکن به چند دنیا سفر می‌کند که در آن آریل (جودی بنسون)، یاسمین (لیندا لارکین)، سیندرلا (جنیفر هیل) و سفید برفی (کارولین گاردنر) در آن زندگی می‌کنند و در نهایت نبردی بین بازیکن و زارا - شاهدخت سابق که تلاش برای جلوگیری از تبدیل شدن هر دختر به یک پرنسس دارد - صورت می‌گیرد. پس از شکست دادن موفقیت‌آمیز زارا، بازیکن مطلع می‌شود که او یک شاهدخت است و اکنون می‌تواند برای حل مشکلات اضافی به دنیای بل (پیج اوهارا) سفر کند.

## بازخورد
کامن سنس مدیا و گینرویل سان هر دو بازی را به‌طور کلی تحسین کردند، و گینرویل سان اظهار داشت که «در حالی که سفر افسون شده فقط برای مخاطبان محدود است، دختران جوانی که از خط پرنسس دیزنی پیروی می‌کنند از بازی هیجان زده خواهند شد و واقعاً از کاوش در جهان‌های مختلف پرنسس لذت خواهند برد. یادگیری این بازی آسان است و بازی سرگرم‌کننده است.» آی‌جی‌ان بازی را به دلیل گرافیک خشن و ماهیت تکراری آن بررسی کرد و خاطرنشان کرد که اگرچه این بازی «راه خوبی برای سرگرم کردن کودکان برای چند ساعت است، ارزش پرداخت هزینه کامل را ندارد.»